# Casa de Calderón de la Barca

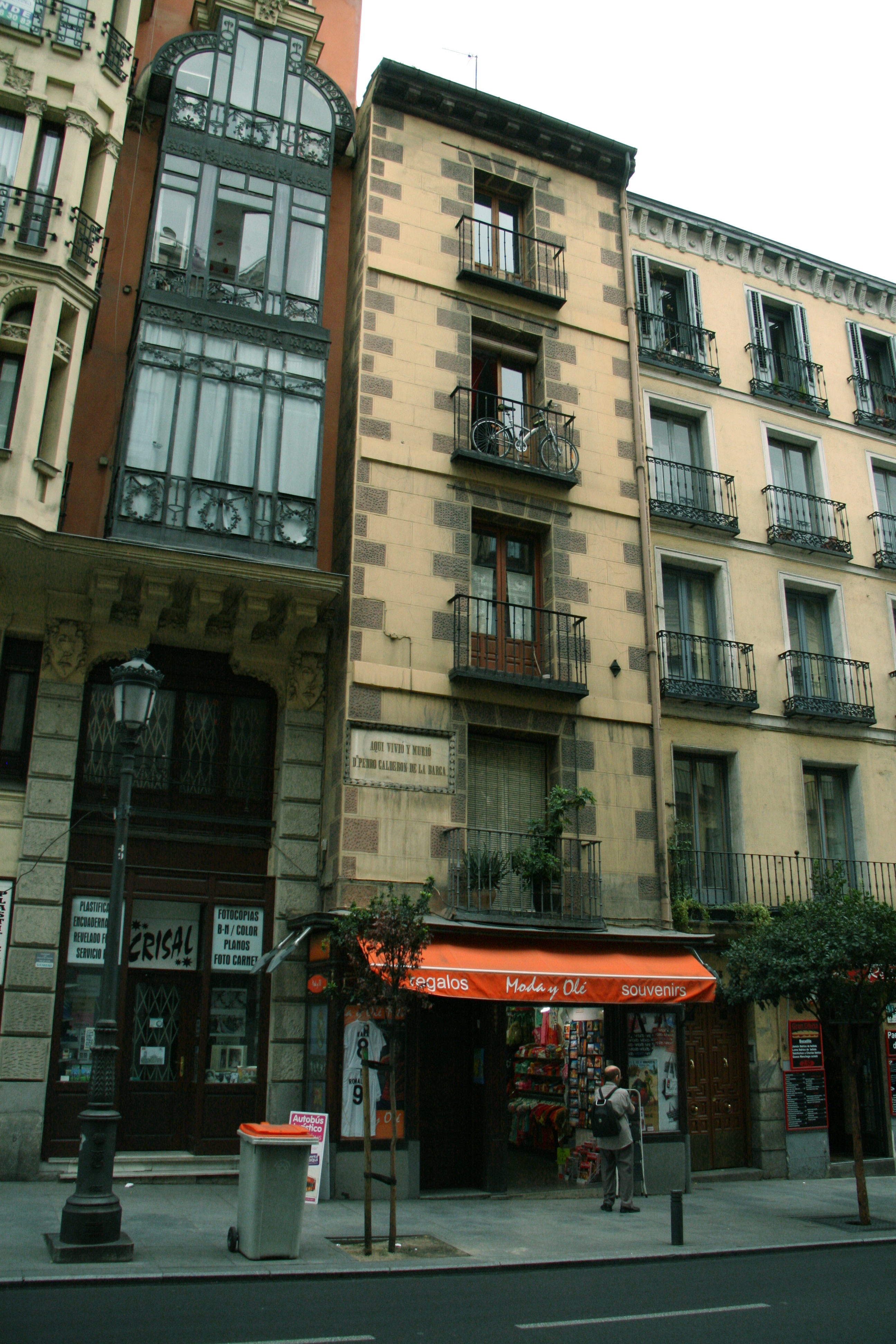
Casa donde vivió y murió Calderón.

La casa de Calderón de la Barca está situada en el piso principal de un edificio que todavía se conserva en el número 61 de la calle Mayor de Madrid. En ella vivió y murió el 25 de mayo de 1681 este escritor del Siglo de Oro.

## Historia
Cuando Calderón de la Barca habitó esta vivienda en el piso principal —denominación de la época; después el piso principal pasó a llamarse primer piso—, el inmueble sólo contaba con dos plantas. La vivienda era muy pequeña, de fachada reducida, con cabida para un solo balcón a la calle Mayor «de 849 pies con 17 y medio de fachada», según Mesonero Romanos y con capacidad para dos habitaciones a lo sumo.

[...] y al contemplar al grande ingenio de la corte de Felipe IV, al octogenario capellán de honor, al noble caballero del hábito de Santiago, ídolo de la corte y de la villa, subir los elevados peldaños de aquella estrecha escalera, y cobijarse en el reducido espacio de aquella mezquina habitación, donde exhaló el último suspiro, no puede prescindirse de un sentimiento profundo de admiración y de respeto hacia tanta modestia en aquel genio inmortal, que desde tan humilde morada lanzaba los rayos de su inteligencia sobre el mundo civilizado.

Estaba situada en el tramo que por entonces tenía el nombre de calle de las Platerías, por los muchos plateros que tenían por la zona su vivienda y su taller; estaba marcada con el n.º 4 de la manzana 173 frente a la iglesia del Salvador. Su constructor fue el arquitecto y maestro de obras Manuel del Olmo, hermano del también arquitecto José del Olmo, que la había edificado a mediados del siglo XVII.
La casa pertenecía al Patronato Real de legos, es decir, a la capellanía de la capilla de San José de la desaparecida iglesia del Salvador. El patronato fue fundado por Inés de Riaño, abuela materna de Calderón y viuda de Diego González de Henao. Inés mostró gran empeño en que se hiciera cargo de la capellanía un miembro de la familia Calderón y así lo hizo constar en su testamento; junto con la capellanía y sus beneficios estaba incluido el derecho a disfrutar de esta vivienda. Los biógrafos del escritor señalan que, tras una vida intensa, Calderón aceptó la capellanía tan ansiada por su padre, Diego Calderón, años atrás, y se asentó en Madrid para llevar una existencia tranquila y dedicarse a sus escritos. En esta casa escribió muchas obras y en ella falleció.

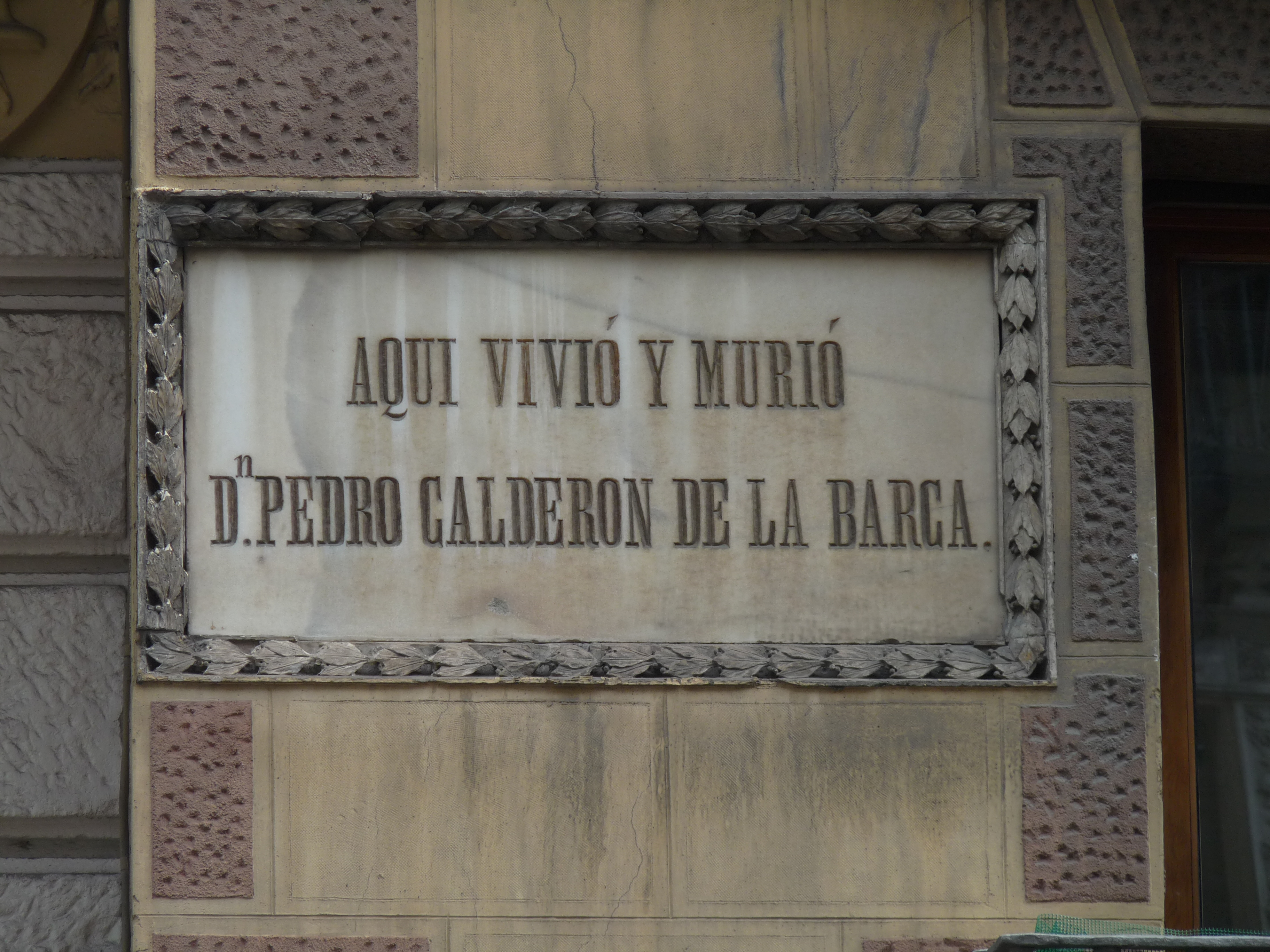
Placa conmemorativa de la fachada, a la altura del piso principal.

En 1859 el inmueble, que había cambiado de dueño, se encontraba en estado ruinoso así que el propietario obtuvo del Ayuntamiento los consiguientes permisos para su demolición con el propósito de construir en el solar un edificio más moderno y capaz. Fue entonces cuando intervino Mesonero Romanos haciendo una llamada al pueblo de Madrid, a la autoridad municipal, al Gobierno y hasta a la reina Isabel. La prensa publicó su artículo, que tuvo eco en los distintos estamentos, y con el que se consiguió la suspensión del derribo. El propietario del edificio obtuvo a cambio permiso para levantar otros dos pisos en altura que se hicieron con el mismo diseño que los dos primeros, y es así como ha llegado la edificación hasta el presente.
Mesonero Romanos pidió además al Ayuntamiento que se pusiera en la fachada, y como homenaje, un relieve con el busto de Calderón, añadiendo sus atributos como poeta, sacerdote y caballero de Santiago. Al cabo de algunos meses y como respuesta se colocó a la izquierda del balcón de lo que fue piso principal una placa de mármol con  la inscripción «Aquí murió D. Pedro Calderón».
El inmueble está destinado en la actualidad (2014) a viviendas.